# Перелешине
Перелешине (рос. Перелёшино) — селище у Панінському районі Воронезької області Російської Федерації.
Населення становить 3964 особи (2010). Входить до складу муніципального утворення Красненське сільське поселення.

## Історія
Населений пункт розташований у історичному регіоні Чорнозем'я. Від 1928 року належить до Панінського району, спочатку в складі Центрально-Чорноземної області, а від 1934 року — Воронезької області.
Згідно із законом від 15 жовтня 2004 року входить до складу муніципального утворення Красненське сільське поселення.

## Населення
| 2000 | 2002  | 2005  | 2010  |
| ---- | ----- | ----- | ----- |
| 2458 | ↗3848 | →3848 | ↗3964 |